# سيباستياو ميراندا دا سيلفا فيليو
سيباستياو ميراندا دا سيلفا فيليو (بالبرتغالية: Sebastião Miranda da Silva Filho‏) (مواليد 26 فبراير 1952) هو لاعب كرة قدم. يلعب مع منتخب البرازيل لكرة القدم. سبق له أن لعب في كأس العالم لكرة القدم مع منتخب بلاده.

## روابط خارجية
- سيباستياو ميراندا دا سيلفا فيليو على موقع الاتحاد الدولي (مؤرشف)  (الإنجليزية)
- سيباستياو ميراندا دا سيلفا فيليو على موقع قاعدة بيانات كرة القدم.إي يو (الإنجليزية)
- سيباستياو ميراندا دا سيلفا فيليو على موقع ناشيونال فوتبول تيمز (الإنجليزية)
- سيباستياو ميراندا دا سيلفا فيليو على موقع عالم كرة القدم.نت (الإنجليزية)